# Mel Powell
Mel Powell (geboren: Melvin Epstein) (New York, 12 februari 1923 – Sherman Oaks, 24 april 1998) was een Amerikaans componist, muziekpedagoog en jazzpianist. Zijn ouders waren uit Rusland afkomstige joden, die na hun emigratie in de New Yorkse stadsdeel (Borough) The Bronx tegenover van het bekende Yankee Stadium woonden. Daarom had Mel aanvankelijk een grote liefde voor honkbal. Hij bouwde zijn muzikale reputatie op als jazzpianist en arrangeur, vooral in en met de band van Benny Goodman, maar een groot deel van zijn leven was hij componist en docent klassieke compositie.

## Levensloop
Zijn oudere broer introduceerde hem de jazz in het midden van de jaren 1930 en nam hem mee naar een jazzconcert van de Benny Goodman Band in het Paramount Theatre aan Broadway in 1936. Hij was heel enthousiast en vertelde een journalist van het dagblad The New Yorker nog in 1987: Ik heb nooit vergelijkbaar opwindende muziek gehoord, dan in dit concert en deze ervaring zorgde voor een hang naar de jazz. Hij werd lid van verschillende bands en stopte met de muziekstudies zonder zijn diploma te halen.
Zijn lokale bekendheid groeide en hij werkte met muzikanten als Bobby Hackett, Zutty Singleton en Muggsy Spanier in de jaren veertig. Hij schreef arrangementen voor Earl Hines. Hij veranderde zijn naam in Mel Powell kort voordat hij lid van de Benny Goodman Band in 1941 werd en hij was twee jaar pianist en arrangeur voor deze klarinettist. Het bekendste werk uit deze periode is The Earl, opgedragen aan Earl Hines en in 1941 opgenomen.
Na een korte periode als lid van het CBS Orchestra, toen onder leiding van Raymond Scott, werd hij in 1942 opgeroepen voor het leger van de Verenigde Staten. Daar kwam hij in de Glenn Millers Army Air Force Band. Tijdens zijn stationering in Parijs maakte hij opnames met Django Reinhardt in jazzclub "American Hot Band". Na zijn terugkomst werkte hij opnieuw met Benny Goodman in New York. In 1946 vertrok hij naar Los Angeles waar hij ook als jazzpianist werkte. Voor een korte tijd werkte hij als filmcomponist, maar zonder succes. Hij leerde actrice Martha Scott kennen en trouwde met haar.
In 1949 studeerde hij bij Paul Hindemith aan de Yale-universiteit in New Haven (Connecticut). Onder Hindemiths rigoureuze leermethodes ontdekte hij met de mogelijkheden, die hij meer niet-tonaal dan atonale compositie methodes noemde, om te gaan. In het gevolg veranderde hij ook zijn muzikale focus naar de opleiding. Hij werd docent aan de Yale-universiteit en vanaf 1970 aan het California Institute for the Arts in Valencia (Californië) voor klassieke compositie. Hij werd daar aangezien voor een vertegenwoordiger van de school van het Amerikaans serialisme, dat men ook in de latere werken van Aaron Copland en in de muziek van componisten zoals Elliott Carter en Milton Babbitt terugvindt. In 1990 won hij met zijn werk Duplicates voor twee piano's en orkest de Pulitzerprijs voor muziek.
In 1987 speelde hij opnieuw jazzmuziek met Benny Carter, Howard Alden, Milt Hinton en Louie Bellson op het cruiseschip Norway.

## Composities

### Werken voor orkest
- 1949: Suite, voor orkest
- 1961: Setting, voor cello en orkest
- 1965: Stanzas, voor orkest
- 1967: Immobiles, voor geluidsband en/of orkest
- 1985: Modules: An Intermezzo, voor kamerorkest
- 1987: Duplicates: A Concerto, voor twee piano's en orkest
- 1992: Settings, voor klein orkest in twee delen
- Cantilena Concertante, voor althobo en orkest

### Werken voor harmonieorkest
- 1950: Capriccio, voor harmonieorkest

### Werken voor koor
- 1950: Six Love Songs, voor gemengd koor a capella
- 1963: Events, voor gemengd koor en geluidsband
- 1988: Computer Prelude, voor gemengd koor en geluidsband

### Vocale muziek
- 1961: Haiku Settings, voor sopraan en piano
- 1963: Two Prayer Settings, voor tenor, hobo, viool, altviool en cello
- 1979: Settings, voor sopraan en dwarsfluit, klarinet, trompet, slagwerk, harp, piano en cello
- 1979: Little Companion Pieces, voor sopraan en strijkkwartet
- 1983: Strand Settings: Darker, voor sopraan, gemengd koor en geluidsband
- 1987: Die Violine, voor sopraan, piano en viool
- 1988: Letter to a Young Composer, voor sopraan en slagwerk
- 1996: Levertov Breviary, voor sopraan en piano
- 1998: Seven Miniatures, Women Poets of China, voor mezzosopraan en harp

### Kamermuziek
- 1954: Divertimento, voor viool en harp
- 1954: Trio, voor viool, cello en piano
- 1957: Miniatures, voor dwarsfluit, hobo, klavecimbel, viool, altviool en cello, op. 8
- 1959: Filigree Setting, voor twee violen, altviool en cello
- 1962: Improvisation, voor klarinet, piano en altviool
- 1967: Immobile 5, voor geluidsband en dwarsfluit, hobo, klarinet, trompet, vibrafoon, marimba, piano, viool, altviool, cello, pauken
- 1982: Strijkkwartet
- 1985: Blazerskwintet
- 1994: Piano Trio ‘94, voor piano, viool en cello
- 1996: Sextet, voor dwarsfluit, klarinet, slagwerk, piano (of: celesta), viool en cello

### Werken voor piano
- 1984: Intermezzo
- 1988: Prelude
- 1988: Setting, voor twee piano's

### Werken voor gitaar
- 1986: Setting

### Filmmuziek
- 1953: American Frontier
- 1954: The Lonely Night